# سیودودکسیا اپیدمیکا

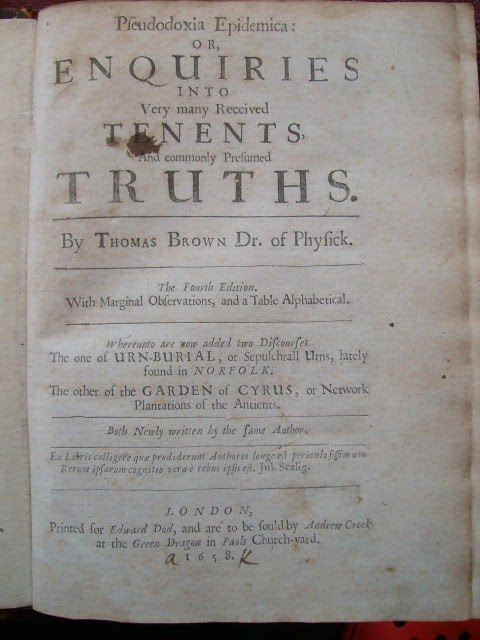
۱۶۵۸ چاپ چهارم کتاب خطاهای رایج

خطاهای رایج یا سودودوکسیا اپیدمیکا (انگلیسی: Pseudodoxia Epidemica) کتابی است که توسط توماس براون در سال ۱۶۴۶ نوشته شد و پنج بار دیگر تجدید چاپ شد.
این کتاب که آخرین چاپ آن در ۱۶۴۶ صورت گرفت به زبان‌های متعددی چون فرانسوی، آلمانی، هلندی و لاتین ترجمه شده‌است. چاپ اول آن در هنگام حکومت چارلز یکم و در جریان جنگ‌های داخلی انگلستان بود و آخرین چاپ آن در زمان حکومت چارلز دوم انگلستان انجام گرفت.